# Ghats Occidentals
Els Ghats occidentals (Western Ghats) són una cadena de muntanyes de la part occidental del sud de l'Índia, paral·lela a la costa i a la cadena dels Ghats orientals, amb la qual es troba al sud, a les muntanyes Nilgiris. La distància nord-sud és de 1.600 km. El seu nom sànscrit és Sahyadri. Va entre el límit de Gujarat i Maharashtra cap al sud, passant per Maharashtra, Goa, Karnataka, la part occidental de Tamil Nadu i Kerala. L'alçària mitjana és d'uns 1.200 metres. La distància de la costa varia entre 300 i 100 km més a o menys. Al Konkan, forma una barrera entre les terres baixes d'aquesta regió i l'altiplà del Dècan. Diverses valls deixen pas als rius Godavari, Bhima i Kistna. La serralada principal és el Satmala o muntanyes Satmalas entre el Tapti i el Godavari; d'altres són les muntanyes Mahadeo al sud del riu Bhima i fins al Kistna.

## Etimologia
L'indi i el nom antic de la serralada és Sahyadri, que és una de les set serralades sagrades dels antics indis. La paraula Sahyadri deriva de dues paraules, Sahya (tolerant) i Adri (muntanya). La paraula s'esmenta a Shiva Purana com un dels llocs on es cultiva rudraksha. Sahyadri Khanda, una part atribuïda a Skanda purana, descriu els rius, el terreny i les muntanyes en detall juntament amb altres històries.
La paraula Ghat s'explica per nombrosos ètims dravídics com ara el Kanarès gaati i ghatta ('serralada'), tàmil gattu (bosc turó i turó), Tulu gatta ('turó o vessant) i ghattam en malaiàlam ('camí muntanyós, ribera i corbes de forquilla').
Ghat, un terme utilitzat al subcontinent indi, depenent del context podria referir-se a una sèrie de turons esglaonats com els Ghats Orientals i els Ghats occidentals; o la sèrie de graons que condueixen a una massa d'aigua o moll, com un lloc de bany o cremació a la vora d'un riu o estany, Ghats a Varanasi, Dhoby Ghaut o Aapravasi Ghat. Les carreteres que passen pels ghats s'anomenen carreteres de Ghat.

## Geologia
Els Ghats Occidentals són la vora muntanyosa amb falla i erosió de l'altiplà del Dècan. Les proves geològiques indiquen que es van formar durant la ruptura del supercontinent de Gondwana uns 150 fa milions d'anys. L'evidència geofísica indica que la costa oest de l'Índia va néixer entre 100 i 80 milions d'anys després que es va separar de Madagascar. Després de la ruptura, la costa occidental de l'Índia hauria aparegut com un penya-segat abrupte d'uns 1.000 m en elevació. El basalt és la roca predominant que es troba als turons que arriba a un gruix de 3 km. Altres tipus de roques trobats són charnockites, gneis de granit, khondalites, granulites, Gneis metamòrfics amb aparicions separades de pedra calcària cristal·lina, mena de ferro, diabases i anortosites. També es troben minerals de laterita i bauxita residuals als turons del sud.

## Geografia

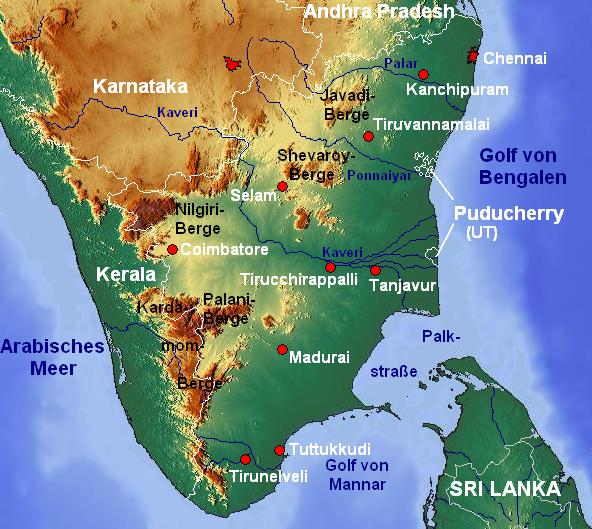
Topografia: Ghats occidentals (part sud)

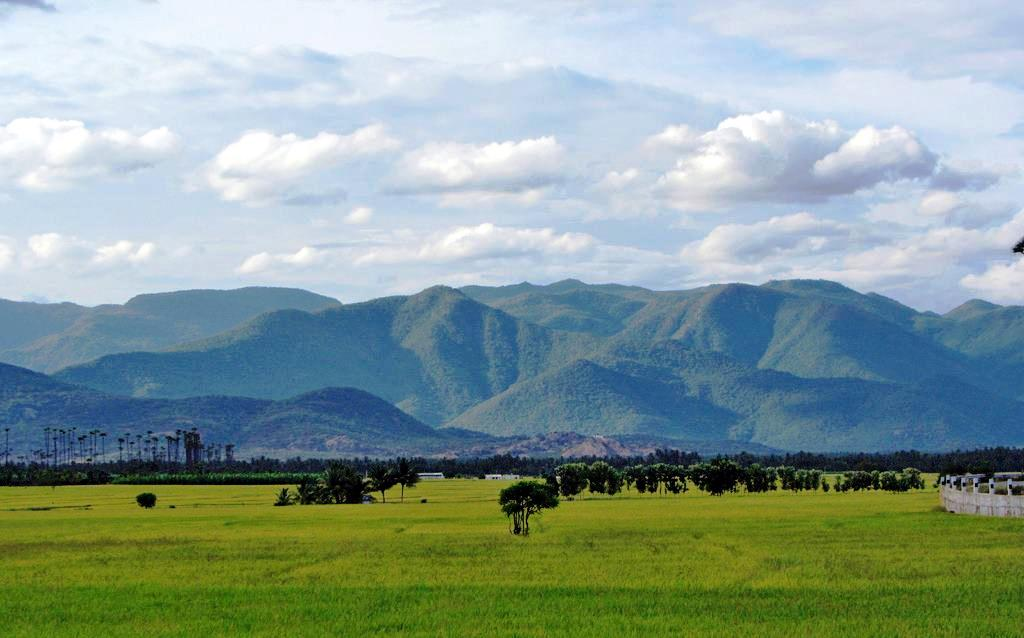
Els Ghats occidentals formen una cadena contínua de muntanyes al llarg de la costa oest de l'Índia

Els Ghats occidentals s'estenen des de la serralada de Satpura al nord, s'estenen des de Gujarat fins a Tamil Nadu. Travessa cap al sud pels estats de Maharashtra, Goa, Karnataka i Kerala. Els buits principals de la serralada són el Goa Gap, entre les seccions de Maharashtra i Karnataka, i el Palghat Gap a la frontera de Tamil Nadu i Kerala entre les muntanyes Nilgiri i les muntanyes Anaimalai. Les muntanyes intercepten els vents monsònics de l'oest que porten la pluja i, per tant, són una zona de pluges altes, especialment al seu costat oest. Els boscos densos també contribueixen a la precipitació de la zona actuant com a substrat per a la condensació dels vents orogràfics ascendents humits del mar, i alliberant gran part de la humitat de nou a l'aire mitjançant la transpiració, permetent-la després condensar-se i tornar a caure com a pluja.
La part nord de l'estreta plana costanera entre els Ghats occidentals i el mar d'Aràbia es coneix com el Konkan, la part central s'anomena Districte de Canara i la part sud s'anomena Malabar. La regió dels contraforts a l'est dels Ghats a Maharashtra es coneix com Desh, mentre que els contraforts orientals de l'estat central de Karnataka es coneixen com Malenadu. La serralada es coneix com Sahyadri a Maharashtra i Karnataka. Els Ghats occidentals es troben amb els Ghats Orientals a les muntanyes Nilgiri al nord-oest de Tamil Nadu. Els Nilgiri connecten els turons de Biligiriranga al sud-est de Karnataka amb els turons Shevaroy i Tirumala. Al sud de la bretxa de Palghat es troben les Muntanyes Anaimalai, situades a l'oest de Tamil Nadu i Kerala amb zones més petites més al sud, inclosos els turons de Cardamom, després el pas d’Aryankavu i el pas d’Aralvaimozhi prop de Kanyakumari. La serralada es coneix com Sahyan o Sahian a Kerala. A la part sud de la serralada hi ha l'Anai Mudi (2,695 m), el cim més alt dels Ghats Occidentals.
A Maharashtra, s'inclouen noms destacats de la seva història com el pas de Kundaibari, els forts de Salher i Mulher vigilant el pas de Babhulna, Trimbak a les fonts del riu sagrat Godavari, el pas Thai, el pas Pimpri, amb els forts bessons d'Alang i Kulang, Kalsubai (1.682 metres), el cim més alt de la serralada, Harischandragarh (1.454 metres), el pas Nana (entre Junnar i Konkan), Shivner, el fort de Junnar, Bhimashankar a les fonts del Bhima, Chakan (fortalesa musulmana), el pas de Bhor o de Khandala (cap a Poona des de Bombai), amb les coves de Kondane, Karli, Bhaja, i Bedsa, el pas de Vagji amb les coves de Nadsur i Karsambla, els forts de Sinhgarh i Purandhar (al sud de Poona), el fort de Raigarh a Konkan, el fort de Pratapgarh a l'antic pas de Par, l'estació de muntanya de Mahabaleshwar (1.462 metres) a les fonts del Kistna, el fort i ciutat de Satara, el pas de Kumbharli, que porta a Patan i Karad, el pas Amba cap a Kolhapur, els forts de Vishalgarh i Panhala, el pas de Phonda (de Deogarh a Nipani), els passos d'Amboli i Ram (cap a Belgaum), Castle Rock (per on passa la via fèrria cap a Dharwar), el pas Arbail (cap a Dharwar), el pas Devimane (cap a Hubli) i les cascades de Gersoppa en el riu Sharavati.
A Kerala segueixen en direcció sud a una distància entre 80 i 160 km de la costa fins a acabar al cap Comorin, extrem sud de l'Índia. Al sud de Malabar i de Coimbatore (a l'oest de l'estat de Tamil Nadu), els Ghats agafen major alçada i són coneguts localment com a Anaimalais, o muntanyes de l'Elefant, amb serralades secundàries a oest i est anomenades muntanyes Nelliampathis i muntanyes Palni.
Els rius principals són el Cauvery o Kaveri, Bhima, Vaigai, Tambraparni, Periyar, Penner, Ponnaiyar, Kistna i Godavari. Les principals ètnies minoritàries que habiten a les muntanyes són els todes i els kurumbes (als Nilgiris) i els kadars (als Anaimalais).

### Cims
Els Ghats Occidentals tenen molts cims que s'eleven per sobre 2.000 m. A Travancore, a Kerala, arriba al punt de major alçada a l'Anai Mudi (2.739 metres) i també la major alçària de l'Índia del sud.
A Karnataka, es troba el Chandragutti (866 metres), Pushpagiri o Subrahmanya (1.744 metres), Coorg; després d'aquí s'acosten a 16 km de la costa i segueixen cap al sud-est culminant en el Kudremukh (1.926 metres) entre el Kistna i el Cauvery o Kaveri. Al sud de Coorg es retiren a uns 72 km de la costa i formen les muntanyes del sud de Nagar. Els passos principals en són: Gersoppa, Kollur, Hosangadi, Agumbi, Bundh, Manjarabad i Bisale. Després de Coorg es troba amb els Ghats orientals formant els Nilgiris amb Ootacamund (a uns 2.200 metres), que fou l'antiga capital britànica d'estiu del sud de l'Índia, i els pics Dodabetta (2.715 metres) i Makurti (uns 2.500).

### Conques hidrogràfiques
Els Ghats occidentals formen una de les quatre conques hidrogràfiques de l'Índia, alimentant els rius perennes de l'Índia. Els principals sistemes fluvials originats als Ghats occidentals són els rius Godavari, Kaveri, Krishna, Thamirabarani i Tungabhadra. La majoria dels rius que drenen els Ghats occidentals s'uneixen a aquests rius i transporten un gran volum d'aigua durant els mesos del monsó. Aquests rius flueixen cap a l'est a causa del gradient de la terra i desemboquen al Golf de Bengala. Els principals afluents són els rius Bhadra, Bhavani, Bhima, Malaprabha, Ghataprabha, Hemavati i Kabini. Els rius Periyar, Bharathappuzha, Pambai, Netravati, Sharavati, Kali Nadi Occidental, Mandovi i Zuari flueixen cap a l'oest cap als Ghats occidentals, desemboquen al mar d'Aràbia, i es mouen ràpidament, a causa del gradient més pronunciat. Els rius s'han embassat amb finalitats hidroelèctriques i de reg amb grans embassaments repartits pels estats. Els Ghats occidentals representen el 80% de la generació hidroelèctrica de l'Índia. Els embassaments són importants per a la seva pesca comercial i esportiva de truita arc de Sant Martí, mahseer i carpa comuna. Hi ha unes 50 grans preses al llarg dels Ghats Occidentals. Els més notables d'aquests projectes són el Koyna a Maharashtra, Linganmakki i krishna Raja Sagara a Karnataka, Mettur i Pykara a Tamil Nadu, Parambikulam, Malampuzha i Idukki a Kerala. Durant l'època del monsó, nombrosos rius alimentats per una pluja incessant s'escorren dels vessants de les muntanyes que condueixen a nombroses cascades. Les principals cascades són Dudhsagar, Unchalli, Sathodi, Magod, Hogenakkal, Gersoppa, Kunchikal, Shivanasamudra, Meenmutty, Adyanpara, Athirappilly i Coutrallam. Talakaveri és la font del riu Kaveri i la serralada Kuduremukha és la font del Tungabhadra. Els Ghats Occidentals tenen diversos llacs i embassaments fets per l'home amb llacs importants a Ooty (34 ha) a Nilgiris, Kodaikanal (26 ha) i Berijam a Palni Hills, llac Pookode, llac Karlad a Wayanad, llac Vagamon, Devikulam (6 ha) i Letchmi (2 ha) a Idukki, Kerala.

## Ecoregions

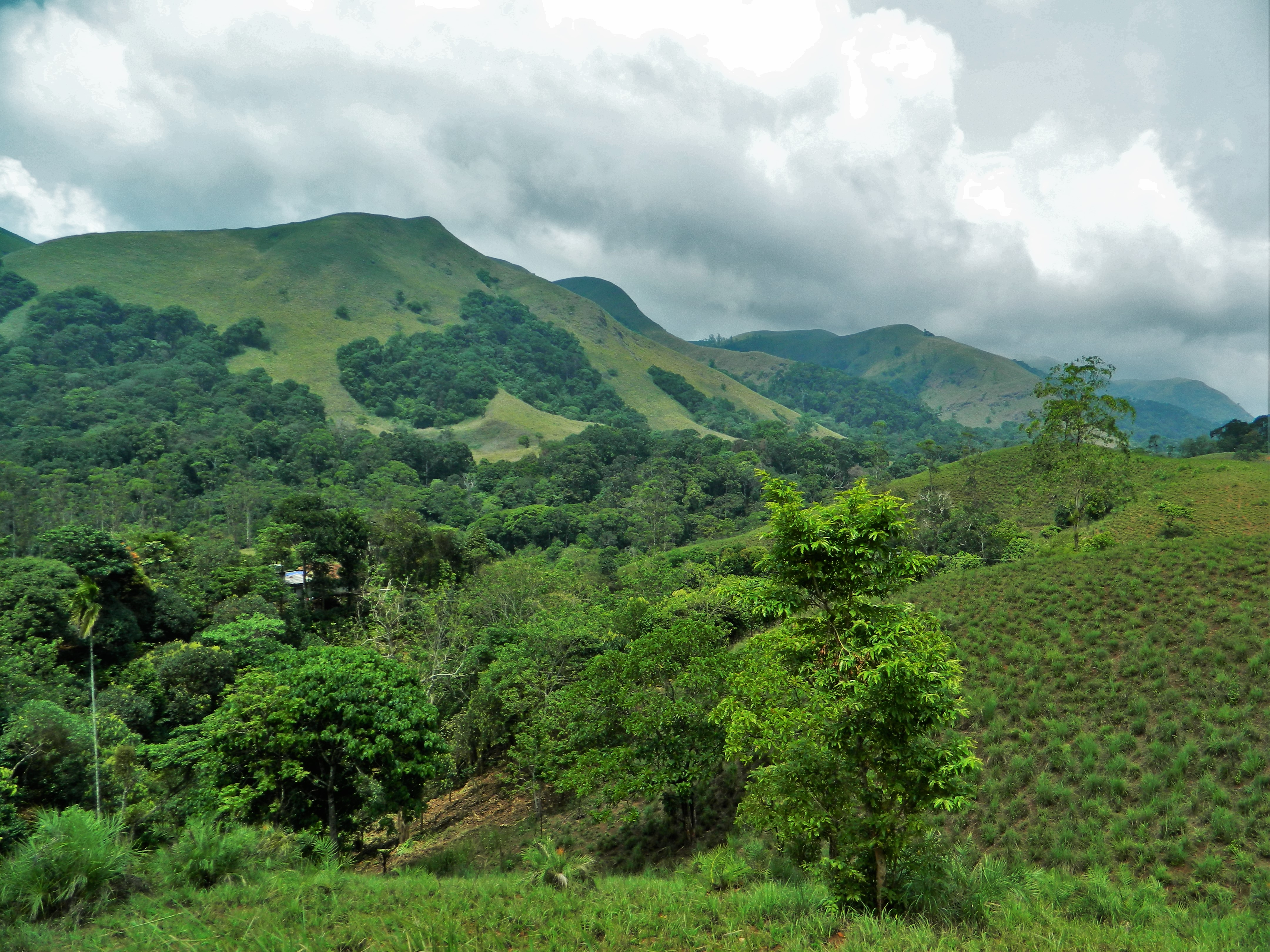
Sholas, part de les selves tropicals

Els Ghats Occidentals són la llar de quatre ecoregions de boscos humits de fulla latida tropical i subtropical: els boscos caducifolis humits dels Ghats del nord-oest, els boscos humits de muntanya dels Ghats del nord-oest, els boscos de fulla caducifoli humit dels Ghats del sud i els boscos de muntanya dels Ghats del sud-oest. La part nord de la serralada és generalment més seca que la part sud, i a elevacions més baixes constitueix l'ecoregió de boscos caducifolis humits dels Ghats del nord-oest, amb boscos caducifolis formats principalment per teca. Per sobre dels 1.000 metres d'altitud es troben els boscos pluvials muntanyosos dels Ghats del nord-oest, més freds i humits, els boscos de fulla perenne es caracteritzen per arbres de la família de les Lauràcies.
Els boscos de fulla perenne de Wayanad marquen la zona de transició entre les ecoregions del nord i del sud dels Ghats occidentals. Les ecoregions del sud són generalment més humides i més riques en espècies. A cotes més baixes es troben els boscos caducifolis humits dels Ghats del sud-oest, amb Cullenia el gènere d'arbres característic, acompanyat de teca, dípterocarps i altres arbres. Els boscos humits passen als boscos caducifolis secs de la Meseta del Sud del Deccan, més secs, que es troben a la seva ombra de pluja a l'est. Per sobre dels 1.000 metres es troben les selves tropicals muntanyoses del sud-oest dels Ghats, també més fresques i humides que els boscos de les terres baixes circumdants, i dominades per arbres de fulla perenne, tot i que algunes praderies muntanyoses i boscos atrofiats es poden trobar a les elevacions més altes. Les selves tropicals muntanyes dels Ghats del sud-oest són l'ecoregió més rica en espècies de l'Índia peninsular; el 80 % de les espècies de plantes amb flors de tota la serralada dels Ghats Occidentals es troben en aquesta ecorregió.

## Protecció de la biodiversitat

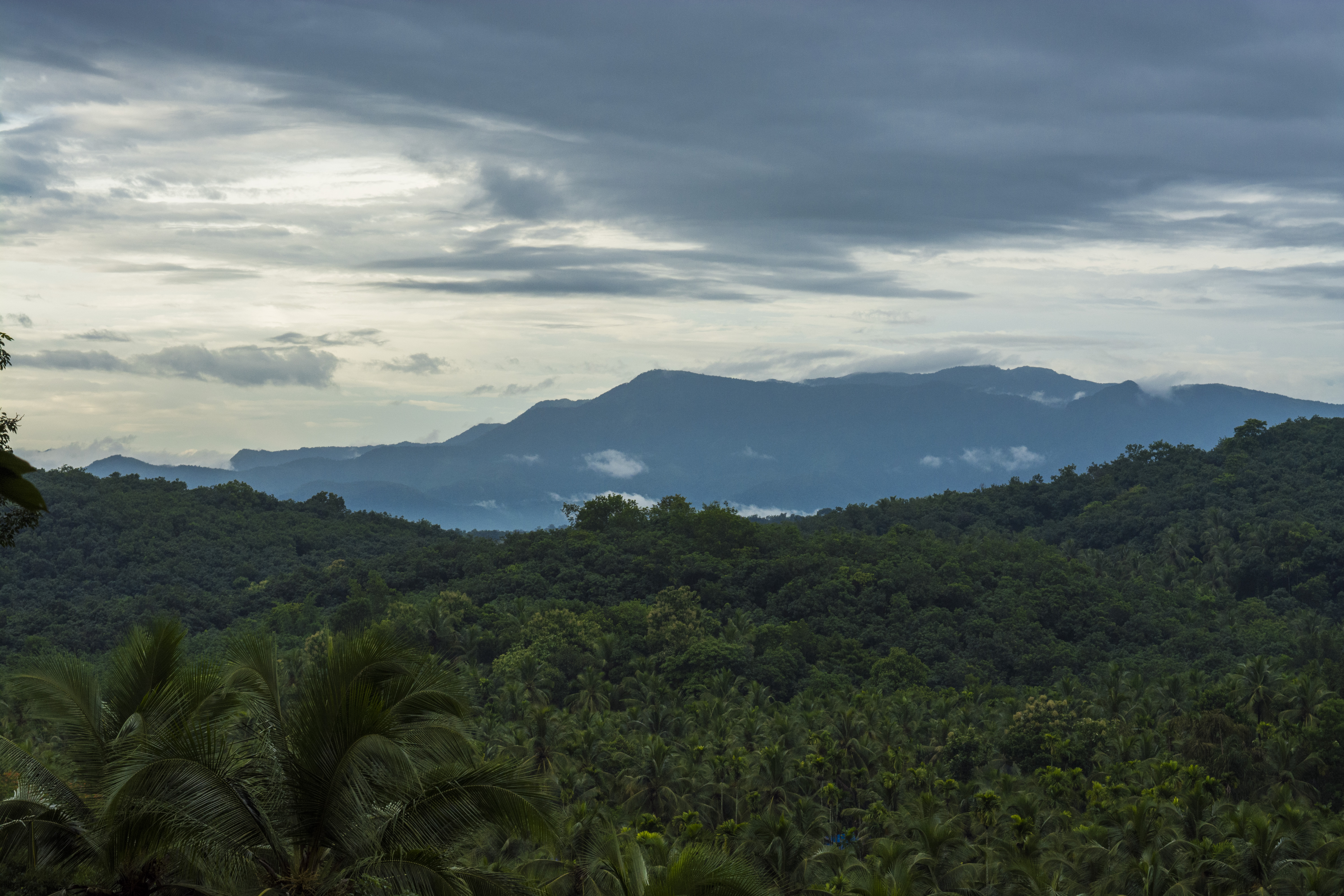
Els densos boscos tropicals cobreixen els Ghats occidentals.

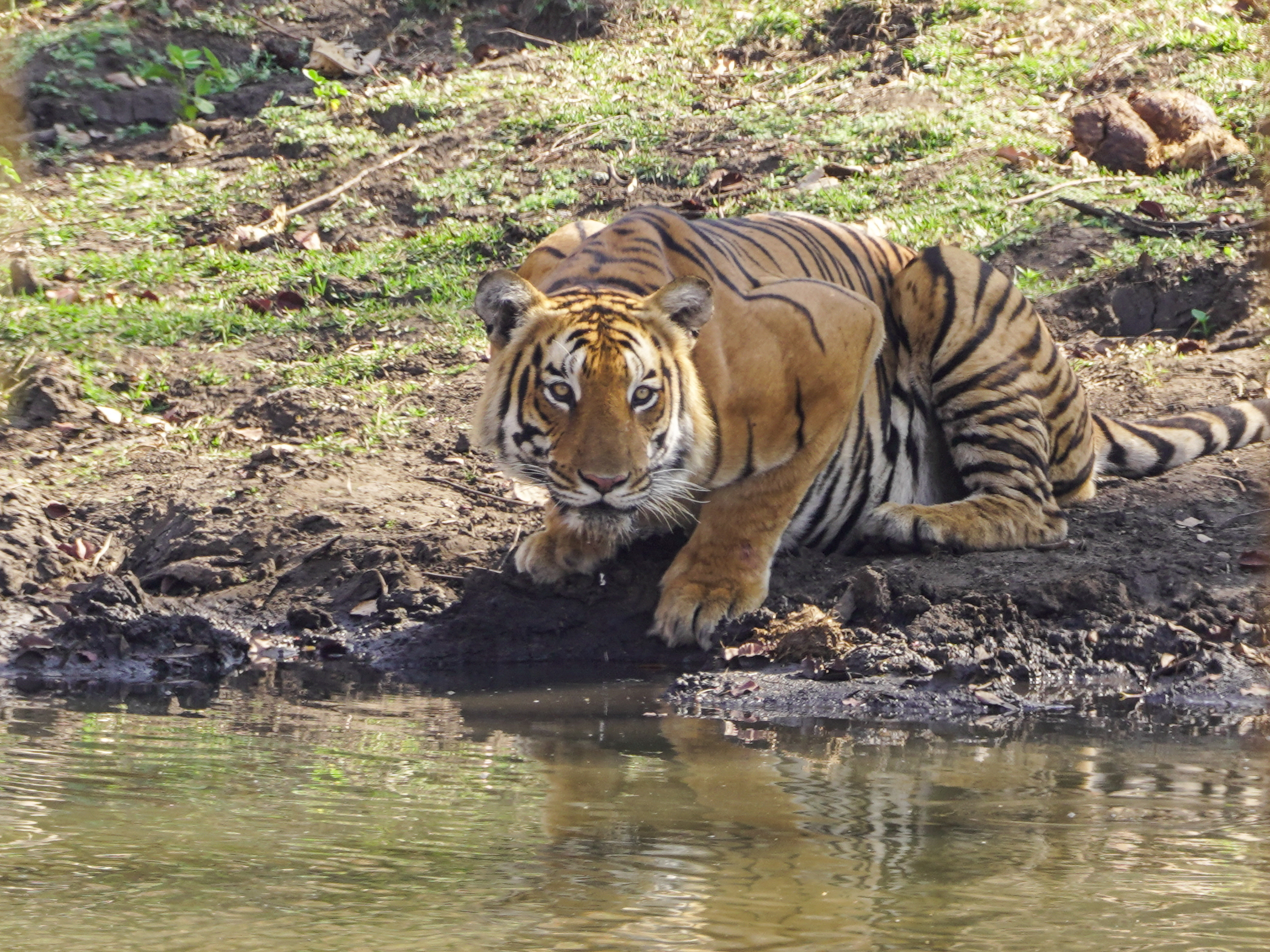
Tigre al parc nacional de Mudumalai, Tamil Nadu

Històricament, els Ghats occidentals estaven coberts per boscos densos que proporcionaven aliments salvatges i hàbitats naturals per a les tribus natives. La seva inaccessibilitat dificultava que els habitants de la plana conreessin la terra i construïssin assentaments. Després de l'establiment del domini colonial britànic a la regió, grans extensions de territori es van netejar per a plantacions agrícoles i fusta. El bosc dels Ghats Occidentals ha estat severament fragmentat a causa de les activitats humanes, especialment la tala en clar per a les plantacions de te, cafè i teca entre 1860 i 1950. Les espècies rares, endèmiques i especialistes en hàbitat es veuen més afectades i tendeixen a perdre's més ràpidament que altres espècies. Els hàbitats complexos i rics en espècies com la selva tropical es veuen molt més afectats negativament que altres hàbitats.
La zona és ecològicament sensible al desenvolupament i va ser declarada punt d'interès ecològic el 1988 gràcies als esforços de l'ecologista Norman Myers. L'àrea cobreix el 5 % de la terra de l'Índia; el 27% de totes les espècies de plantes superiors de l'Índia (4.000 de 15.000 espècies) es troben aquí i 1.800 d'aquestes són endèmiques de la regió. La serralada acull almenys 84 espècies d'amfibis, 16 espècies d'ocells, set mamífers i 1.600 plantes amb flors que no es troben a cap altre lloc del món. El govern de l'Índia ha establert moltes àrees protegides, com ara 2 reserves de la biosfera, 13 parcs nacionals per restringir l'accés humà, diversos santuaris de vida salvatge per protegir espècies específiques en perill d'extinció i molts boscos de reserva, tots gestionats pels departaments forestals dels seus respectius estats per preservar algunes de les ecoregions encara no desenvolupades. La Reserva de la Biosfera de Nilgiri, que inclou 5.500 km dels boscos perennes de Nagarahole i boscos caducifolis de Bandipur a Karnataka, les regions adjacents de Wayanad - Mukurthi a Kerala i el Parc Nacional de Mudumalai - Sathyamangalam a Tamil Nadu, forma l'àrea protegida contigua més gran dels Ghats Occidentals. Silent Valley a Kerala es troba entre les últimes extensions de bosc tropical verge de fulla perenne a l'Índia.
L'agost de 2011, el Panell d'Experts en Ecologia dels Ghats Occidentals (WGEEP) va designar tots els Ghats Occidentals com a Àrea Ecològicament Sensible (ESA) i va assignar tres nivells de Sensibilitat ecològica a les seves diferents regions. El panell, encapçalat per l'ecologista Madhav Gadgil, va ser designat pel Ministeri de Medi Ambient i Boscos de la Unió per avaluar la biodiversitat i els problemes ambientals dels Ghats Occidentals. El Comitè Gadgil i el seu successor, el Comitè Kasturirangan, van recomanar suggeriments per protegir els Ghats Occidentals. L'informe Gadgil va ser criticat per ser massa respectuós amb el medi ambient i l'informe Kasturirangan va ser etiquetat com a antiambiental.

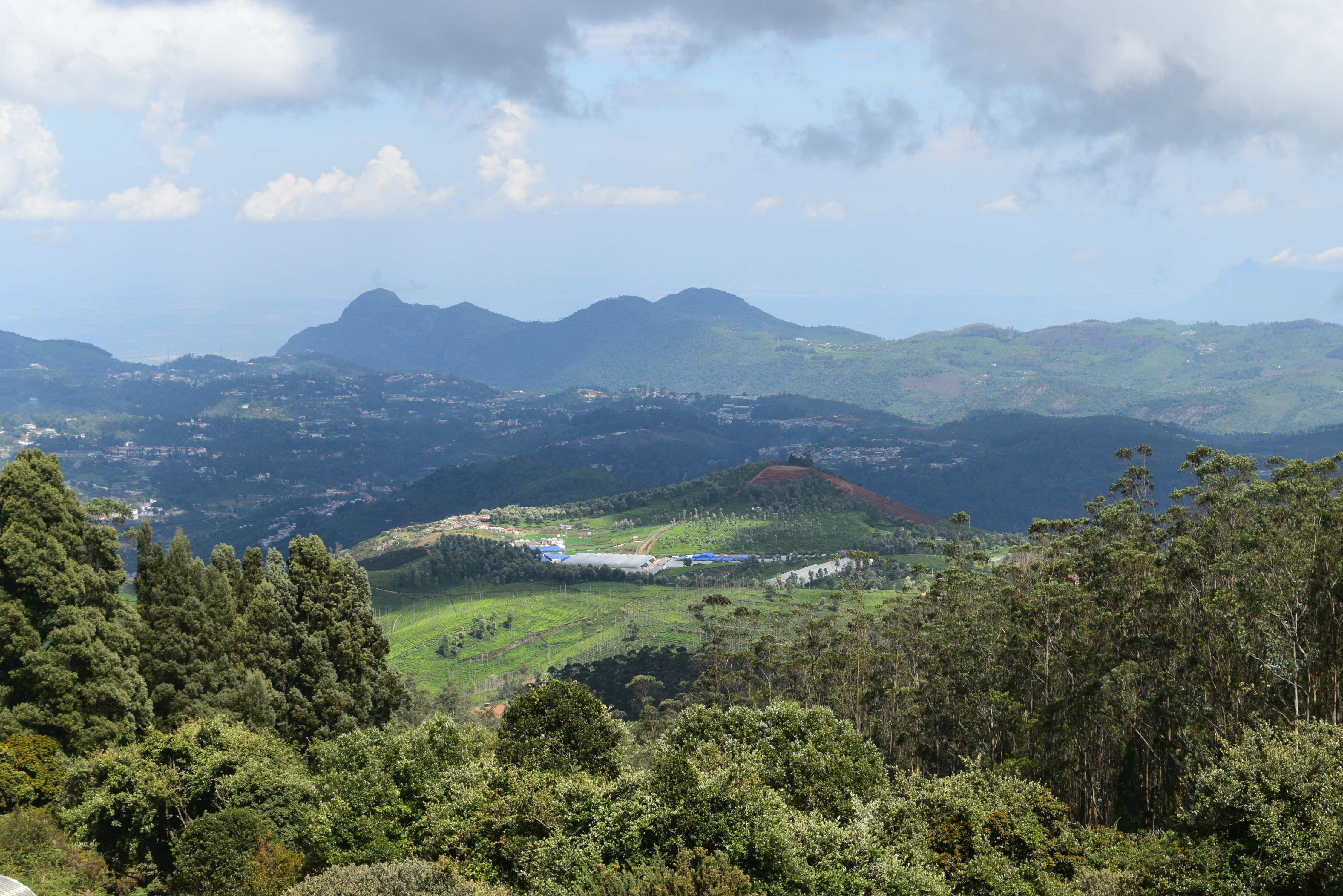
Els Ghats Occidentals són patrimoni de la UNESCO.

El 2006, l'Índia va sol·licitar al Programa per a l'home i la biosfera de la UNESCO (MAB) que els Ghats occidentals fossin catalogats com a Patrimoni de la Humanitat protegit. L'any 2012, els llocs següents van ser declarats Patrimoni de la Humanitat: